# ペラのアルコン
アルコン（希：Ἄρχων, ラテン文字転記：Archon, ? - 紀元前321年）は、アレクサンドロス3世（大王）に仕えたマケドニア王国の家臣である。
アルコンはペラの人である。彼はアレクサンドロス3世の東征に参加し、ヒュダスペス川での三段櫂船艤装奉仕（裕福者が船の建造維持にあたった制度）の担当者の一人として名のあがったクレイニアスの子のアルコンとおそらく同一人物である。大王の死後に開催されたバビロン会議（紀元前323年）にてアルコンは籤によってバビロニア太守になった。紀元前321年にアルコンはアレクサンドロスの遺体をアリダイオスとプトレマイオスと共謀してエジプトに送った。プトレマイオスと対立していたペルディッカスはこれに怒り、配下の将ドキモスをバビロンの支配権を奪い、アルコンを殺すべく送った。アルコンはドキモスと戦い、その傷がもとで死んだ。バビロン会議を修正した紀元前321年のトリパラディソスの軍会ではアルコンの地位に後任としてセレウコスが就いた。

## 註
1. ↑  アッリアノス, 『インド誌』, 18
2. ↑  ディオドロス, XVIII. 3
3. ↑  ユスティヌス, XIII. 4
4. ↑  ディオドロス, XVIII. 39